# Rodeberg (Belgien)
Der Rodeberg ist ein 143 m hoher Berg beim Dorf Westouter in der belgischen Provinz Westflandern. Geologisch handelt es sich um einen sogenannten Zeugenberg. Der Rodeberg und der Mont Noir sind durch eine Seilbahn miteinander verbunden. An den nördlichen und westlichen Flanken des Berges befindet sich der Hellegatbos (französisch: Hellegat Bois). Das ist ein Waldgebiet, das als Natur- und Wandergebiet dient. Der Name des Waldes Hellegat bezieht sich auf eine tiefe Schlucht am Rodeberg, die als Loch zur Hölle bezeichnet wird (Helle bedeutet übersetzt ins Deutsche Hölle und Gat bedeutet Loch, also Höllenloch).
Der Name des Berges leitet sich vom niederländischen Wort „Roden“ ab, das bedeutet Rodung oder Entwaldung und bezieht sich auf die erste Entwaldung auf dem Berg im 10. und 11. Jahrhundert. Eine zweite Entwaldung des Berges erfolgte während des Ersten Weltkrieges durch starken Artilleriebeschuss. Nach dem Krieg wurde der Wald wieder aufgeforstet.

## Geographie
Der Rodeberg ist ein Teil des so genannten Mittelsteges innerhalb des Hügelzuges des Heuvellandes. Dieser Hügelzug umfasst auch den Watenberg, den Kasselberg, den Wouwenberg, den Katsenberg, den Boeschepeberg, den Kokereelberg, den Mont Noir, den Vidaigneberg, den Baneberg, den Sulferberg, den Goeberg, den Monteberg und den Kemmelberg. Südlich dieses Hügelkamms befindet sich das Becken der Leie, nördlich dieses Hügelkamms das Einzugsgebiet des Flusses IJzer.

## Fahrradrennen
Der Weg über den Rodeberg lag schon häufig auf der Route verschiedener bekannter Radrennwettbewerbe in der Region, insbesondere Gent–Wevelgem.